# Фердинанд I (император Священной Римской империи)
Фердина́нд I (10 марта 1503[…] или 10 марта 1503, Алькала-де-Энарес, Королевство Кастилия и Леон — 25 июля 1564[…] или 25 июля 1564, Вена) — король Венгрии и Богемии с 1526 года, король Германии (римский король) с 5 января 1531 года, император Священной Римской империи с 1556 (формально с 1558) года, родоначальник младшей (австрийской) ветви дома Габсбургов. Также был эрцгерцогом Австрии, и именно в его правление Австрией турки потерпели поражение под Веной (1529)
Фердинанд был четвёртым ребёнком Филиппа I и Хуаны Кастильской. Он был внуком Фердинанда II Арагонского и Изабеллы Кастильской по материнской линии и Максимилиана I и Марии Бургундской по отцовской. Его старшим братом был император Карл V.

## Биография

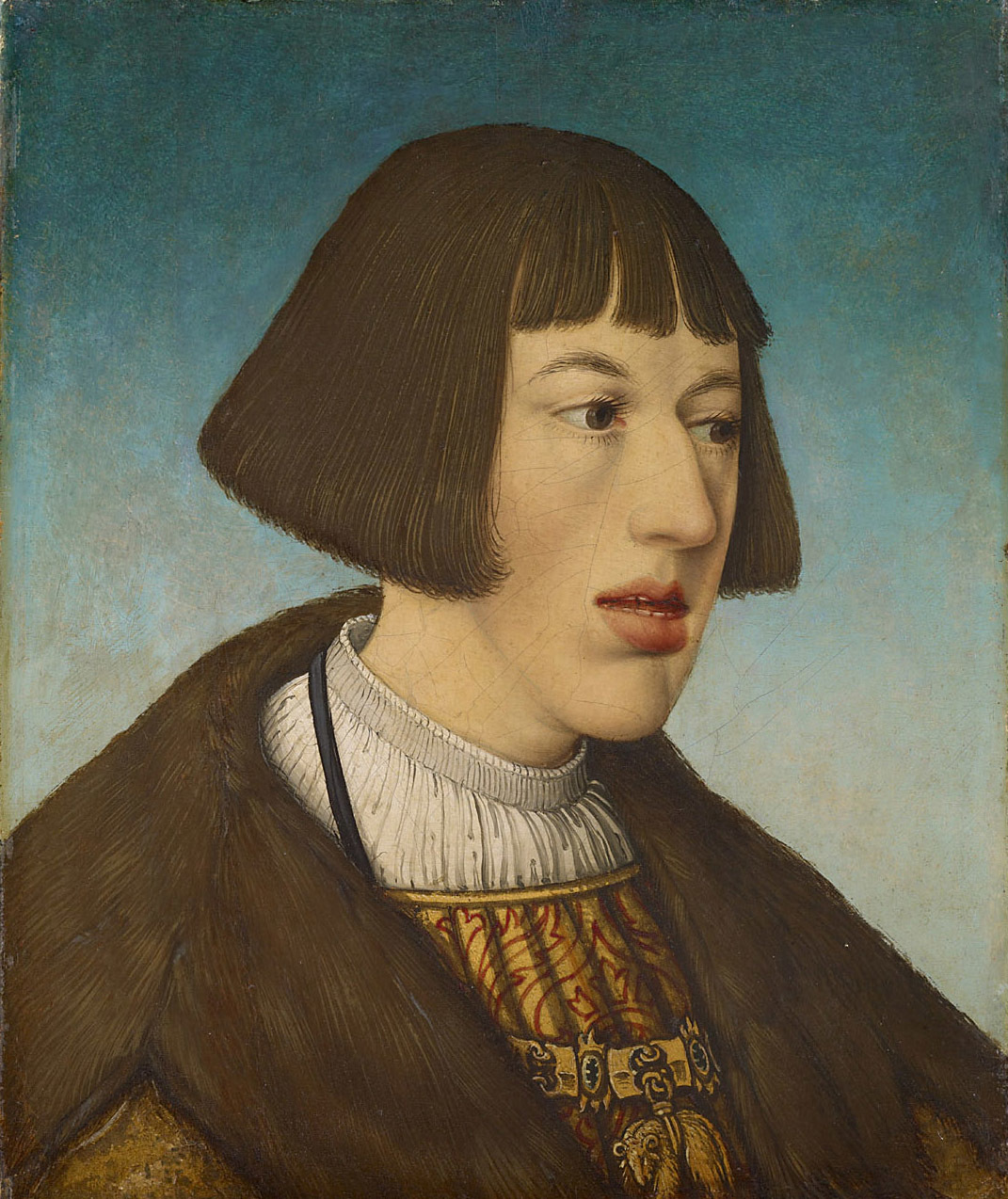
Фердинанд в отрочестве

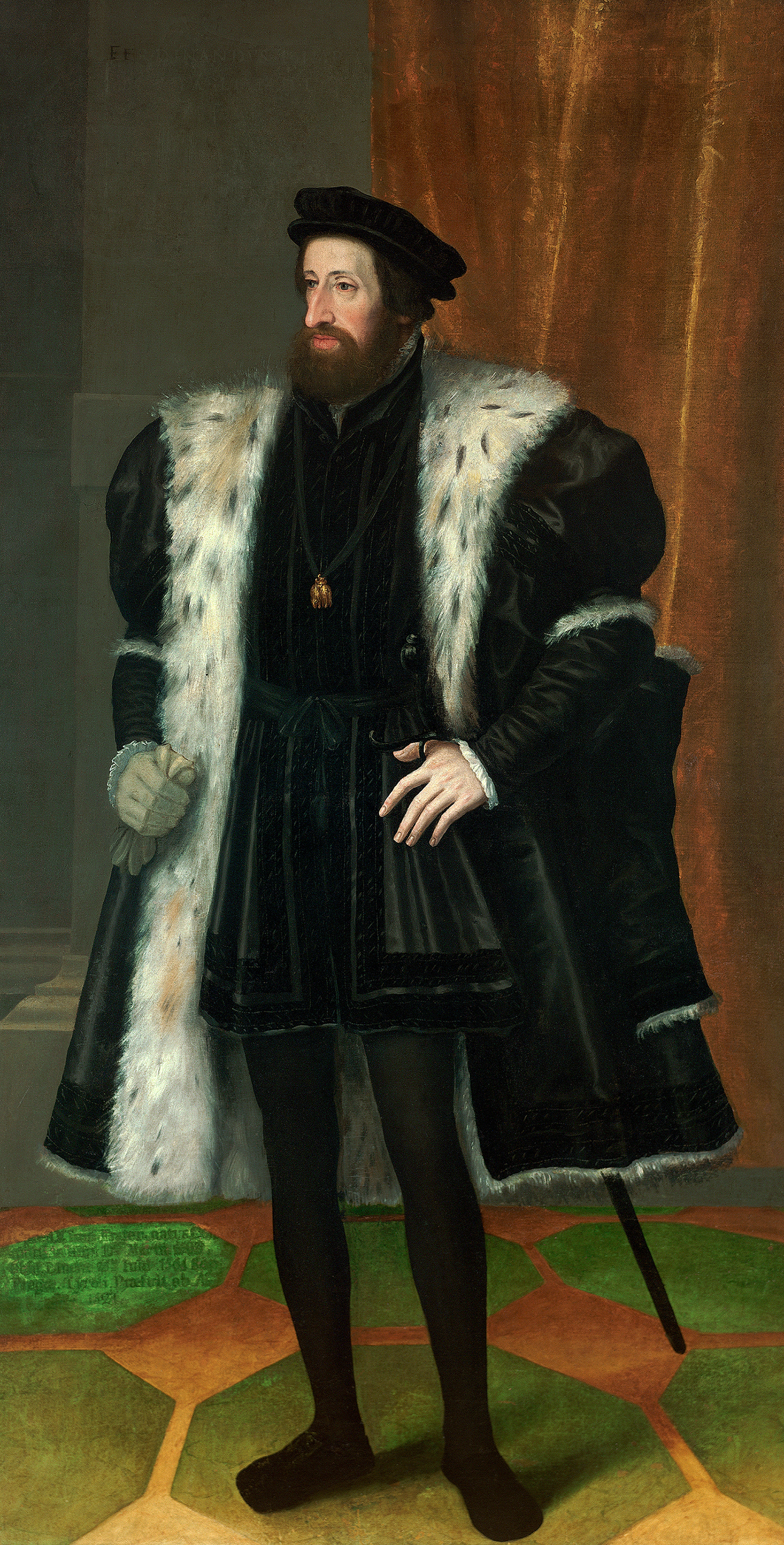
Фердинанд кисти Ганса Боксбергера

Фердинанд воспитывался при дворе своего деда Фердинанда Католика, в честь которого и был назван. Испанский язык был его родным языком, а испанцы очень любили его, что вызывало недоверие к нему со стороны его старшего брата Карла. Он удалил от Фердинанда его свиту и отправил его весной 1518 г. в Нидерланды. По избрании императором Карла V последний на Вормсском сейме назначил Фердинанда наместником на время своего отсутствия и поставил его во главе вновь образованного имперского правления. 
В 1521 году Фердинанд женился на Анне Ягеллонской, сестре Людовика, короля Чехии и Венгрии, который, в свою очередь, был женат на его сестре Марии. В 1521 году он получил от Карла пять австрийских герцогств (Нижнюю Австрию, Верхнюю Австрию, Штирию, Каринтию и Крайну) как долю в наследстве после деда, Максимилиана I. В следующем году по Брюссельскому договору Карл V передал брату ещё Тироль, швабские и эльзасские земли Габсбургского дома и уступленный Карлу в 1520 году Швабским союзом Вюртемберг, но потребовал, чтобы эта сделка шесть лет хранилась в тайне.
Летом 1526 года принял участие в работе Первого Шпейерского рейхстага. В том же году в Мохачской битве погиб король Людовик/Лайош II, после чего Фердинанд заявил свои права на короны Венгрии, Чехии, Моравии и Силезии, основываясь на том, что у Людовика не было детей и его наследницей была Анна Ягеллонская. Но венгры и чехи не признавали наследственности королевского достоинства в этих странах. В октябре 1526 года богемский сейм избрал Фердинанда королём, поставив ему при этом некоторые условия, чины же Моравии, Силезии и Лузации признали Анну и её мужа своими государями по праву наследования. В феврале 1527 года в Праге состоялось коронование Фердинанда.
Развязавшаяся Венгерская гражданская война (1527—1538) неизбежно привела Фердинанда к столкновению с интересами османов, вылившемуся в Австро-турецкую войну (1529—1533).
В 1531 году Фердинанд был коронован как римский король в Ахенском соборе. Он был последним правителем Германии, коронация которого проходила в Ахене. Последующие короли и императоры короновались во Франкфурте.
Гораздо запутаннее было положение дел в Венгрии. Венгры выбрали королём и короновали в ноябре того же года крупнейшего магната Яноша Запольяи, воеводу Трансильвании. Другая часть венгров выбрала в Пресбурге Фердинанда, что повело к продолжительной борьбе за Венгрию, осложнившейся ещё вмешательством турок. В 1538 году с Запольяи был заключён Орадский договор о разделе Королевства Венгрия. Соединение Чехии, Моравии, Силезии и Венгрии с наследственными габсбургскими землями создало обширную Габсбургскую монархию, которая для Западной Европы стала щитом от турок. Следствием приобретения славянских и венгерских земель явилось перемещение на восток центра тяжести интересов Фердинанда и его преемников, что способствовало ослаблению императорской власти в Германии.
В 1547 году жестоко подавил сословное восстание в Праге.
В 1556 году после отречения своего брата Карла V Фердинанд становится императором Священной Римской империи (утверждён в этом титуле коллегией курфюрстов в 1558 году). Проводил политику, направленную на укрепление внутриимперского мира, достижение компромисса между католиками и протестантами (во многом его стараниями возобновил свою работу Тридентский собор) и на консолидацию имперских сил для борьбы с турецким натиском в Центральной Европе.

## Брак и дети
С 1521 года был женат на Анне Богемской и Венгерской (1503—1547), дочери Владислава II и Анны де Фуа, королевы Венгрии. Дети:
| №  | Изображение | Имя         | Дата рождения    | Дата смерти                | Комментарий |
| -- | ----------- | ----------- | ---------------- | -------------------------- | --- |
| 1  |             | Елизавета   | 9 июля 1526      | 15 июня 1545               | В 1543 вышла замуж за Сигизмунда II Августа будущего короля Польши и Литвы.                                            |
| 2  |             | Максимилиан | 31 июля 1527     | 12 октября 1576            | Женился на кузине Марии Испанской.                                                                                     |
| 3  |             | Анна        | 7 июля 1528      | 16 октября/17 октября 1590 | Вышла замуж за Альбрехта V (герцога Баварии).                                                                          |
| 4  |             | Фердинанд   | 14 июня 1529     | 24 января 1595             | Женился на Филиппине Вельзер и затем на племяннице Анне Юлиане Гонзага.                                                |
| 5  |             | Мария       | 15 мая 1531      | 11 декабря 1581            | Жена Вильгельма, герцога Юлих-Клеве-Берга.                                                                             |
| 6  |             | Магдалина   | 14 августа 1532  | 10 сентября 1590           | Монахиня. |
| 7  |             | Екатерина   | 15 сентября 1533 | 28 февраля 1572            | В 1553 вышла замуж за Сигизмунда II Августа, короля Польши и великого герцога Литвы.                                   |
| 8  |             | Элеонора    | 2 ноября 1534    | 5 августа 1594             | Вышла замуж за Гульельмо I, герцога Мантуи.                                                                            |
| 9  |             | Маргарита   | 16 февраля 1536  | 12 марта 1567              | Монахиня. |
| 10 |             | Иоганн      | 10 апреля 1538   | 20 марта 1539              | Умер в детстве. |
| 11 |             | Барбара     | 30 апреля 1539   | 19 сентября 1572           | Вышла замуж за Альфонсо II д'Эсте.                                                                                     |
| 12 |             | Карл        | 3 июня 1540      | 10 июля 1590               | Отец Фердинанда II (императора Священной Римской империи).                                                             |
| 13 |             | Урсула      | 24 июля 1541     | 30 апреля 1543             | Умерла в детстве. |
| 14 |             | Елена       | 7 января 1543    | 5 марта 1574               | Монахиня. |
| 15 |             | Иоанна      | 24 января 1547   | 10 апреля 1578             | Вышла замуж за Франческо I, великого герцога Тосканы. Потомки — Карл II, король Англии и Людовик XIII, король Франции. |